# ویستا اکوتی پارتنرز
ویستا اکوتی پارتنرز (انگلیسی: Vista Equity Partners) شرکت سرمایه‌گذاری آمریکایی است، که در سال ۲۰۰۰ تأسیس شد‌.